# Antoni Nicolau i Parera

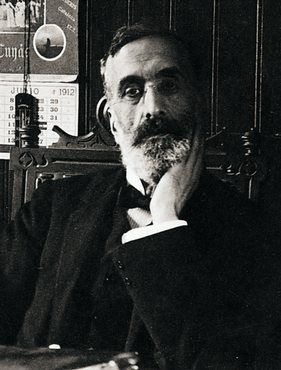
Antoni Nicolau i Parera um 1925

Antoni Nicolau i Parera (* 8. Juni 1858 in Barcelona; † 26. Februar 1933 ebenda) war ein katalanischer Dirigent und Komponist. Nicolau war eine Zentralfigur der musikalischen Katalanischen Renaixença.

## Leben und Werk
Nicolau gab ein Medizin- zugunsten eines Musikstudiums auf. Er studierte Klavier bei Joan Baptista Pujol und Komposition bei Gabriel Balart. 1874 gewann er einen von Joan Baptista Pujol ausgeschriebenen Kompositionswettbewerb. Von 1878 bis 1885 unterzog er sich Vertiefungsstudien am Konservatorium von Paris.
1886 kehrte er nach Barcelona zurück. Hier brachte er das große klassische Musikrepertoire Europas auf die Bühne, aber auch das Repertoire katalanischer Komponisten wie  Lluís Millet, Isaac Albéniz, Enric Granados und Felip Pedrell. Ab 1886 leitete er im Liceu und ab 1892 im Umfeld der Societat Catalana de Concerts (Katalanische Konzertgesellschaft) zahlreiche Symphoniekonzerte, die einen Meilenstein im Musikleben Kataloniens darstellten. Er war der erste Musiker in Barcelona, der um 1900 alle neun Symphonien von Ludwig van Beethoven sowie zeitgenössische Werke von César Franck, Richard Strauss und Vincent d’Indy zur Aufführung brachte.
Nicolau betätigte sich auch als Musikpädagoge. Für kurze Zeit leitete er das Conservatori Superior de Música del Liceu. Von 1896 bis 1930 leitete er das Städtische Konservatorium von Barcelona.
Seine Chorwerke zeichnen sich durch außerordentliches stilistisches Können aus. Sein außerordentliches musikalisches Talent ließ den poetischen und dramatischen Sinn  der Texte von Jacint Verdaguer in den Kompositionen La mort de l’escolà, Entre flors (Zwischen Blumen), Divendres sant (Karfreitag), Cançó del pelegrí (Pilgerlied), Salve montserratina, Cançó de la moreneta (Lied der schwarzen Muttergottes) und  Cançó dels escolans deutlich hervortreten. Er war der Urheber der Simfonia Athalia (1876), die mit großem Erfolg im Liceu uraufgeführt wurde, des symphonischen Gedichtes Le triomphe de Vénus (Der Triumph der Venus), das 1882 in Paris uraufgeführt wurde, des Werkes Spes, das anlässlich der Weltausstellung in Boston uraufgeführt wurde und der bretonischen Legende Henora. Er schrieb auch dramatischen Werke La tempestad (1877, Das Unwetter) und die Oper Constanza (1878), die im Liceu von Barcelona uraufgeführt wurde, die komische Oper Un rapto (1887, Eine Entführung) sowie die dramatische Zarzuela Corazón de fuego (1895), die im Teatre Novetats in Barcelona uraufgeführt wurde.
Nicolau war einer der zentralen Figuren der modernen katalanischen Chorschule.